# Площадь Ратаскаэву
Ра́таскаэву (эст. Rataskaevu plats) — небольшая площадь в  историческом центре Таллина — Старом городе. Расположена на пересечении улиц Ратаскаэву и Дункри.

## История
Официально название площади было утверждено 16 мая 1989 года. Оно дано по расположенному в центре площади старинному колодцу «Ратаскаэв» (эст. Rataskaev — Колёсный колодец).

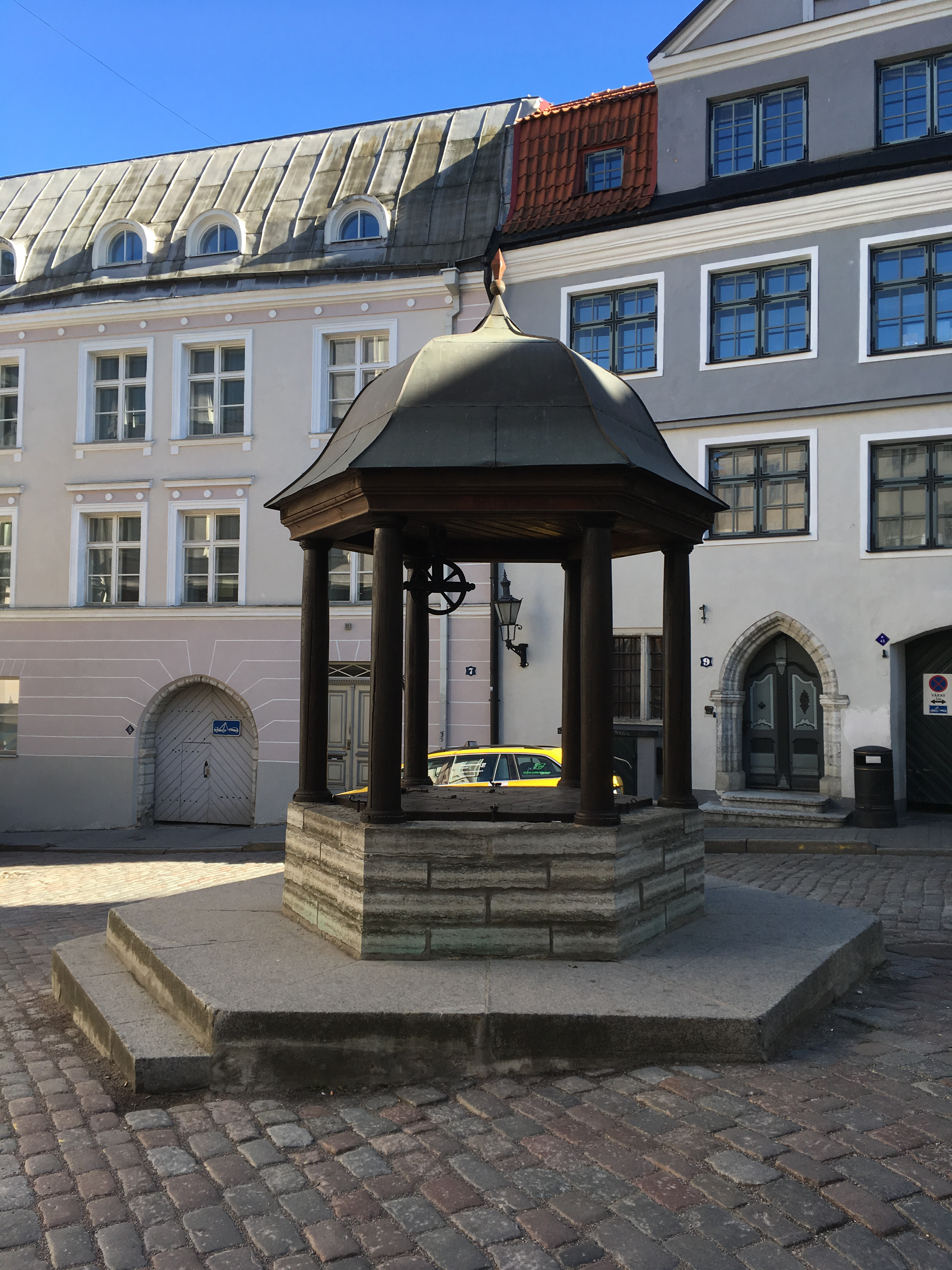
«Ратаскаэв»

Крытый колодец, расположенный между юго-восточной стороной холма Тоомпеа и городской территорией, впервые упоминается 30 апреля 1375 года в Ревельской крепостной книге. В то время колодец назывался колодцем Штернсоди (нем. Sternsodi). Это название произошло от нижненемецкого слова н.-нем. stern — «известь», «жёсткий/-ая», потому что вода в колодце была богата известью. Название «Ратаскаев» (нем. Raderbrunner) колодец получил позже, по названию колёсного устройства, использовавшегося для подъёма воды. 
Из-за плохого качества колодезной воды в середине XIX века от использования колодца отказались. Колодец находился в запущенном состоянии и до своего закрытия в народе назывался как «Кошачий колодец» (эст. Kassikaev, нем. Katzenbrunner). Согласно народной легенде, такое название колодец получил из-за того, что в нём поселилась русалка, которая лишала город воды, и, чтобы её задобрить, в колодец кидали умерший домашний скот или мёртвых котов.
«Ратаскаэв» считается уникальным не только в Эстонии, но и во всём мире, так как является единственным колодцем-памятником. В настоящее время в нём нет воды. В 1980 году колодец получил знак памятника старины.